# Ілецьк Другий
Іле́цьк Другий (рос. Илецк Второй) — селище у складі Соль-Ілецького міського округу Оренбурзької області, Росія.
Стара назва — Ілецьк ІІ.

## Населення
Населення — 106 осіб (2010; 107 у 2002).
Національний склад (станом на 2002 рік):
- казахи — 49 %
- росіяни — 37 %